# Волынское епархиальное древлехранилище
Волы́нское епархиа́льное древлехрани́лище — музей древностей, существовавший в Житомире с 1893 по 1915 год.

## Создание
Волынское епархиальное древлехранилище было создано в 1893 году в городе Житомир по инициативе архиепископа Волынской епархии Модеста (Стрельбицкого). Торжественное открытие, состоявшееся 15 мая 1893 года, было приурочено к 100-летию вхождения Волыни в состав Российской империи.

## Формирование коллекций
Большую роль в формировании коллекций древлехранилища сыграл его первый заведующий, исследователь истории Волыни Орест Фотинский. По его предложению в 1894 году при музее основано Волынское церковно-археологическое общество, сыгравшее значительную роль в пополнении фондов музея. С этой целью его члены под руководством Владимира Антоновича с 1898-99 годах проводили детальное обследование районов Волыни. В 1911 году в фонды музея вошло собрание древностей древлехранилища православного Свято-Владимирского братства из города Владимира-Волынского.

## История собрания музея
В начале XX века волынское епархиальное древлехранилище имело в своём распоряжении значительные коллекции рукописей, старопечатных книг, предметов религиозного культа, мемориальных вещей и автографов известных исторических лиц и других подобных артефактов.
Музей просуществовал до 1915 года. В годы Первой мировой войны часть его коллекций была вывезена и вошла в состав Харьковского художественного музея. Во время Великой Отечественной войны в ходе эвакуации многие экспонаты древлехранилища сгорели. В дальнейшем уцелевшие памятники и коллекции были размещены в Харьковском историческом музее и, частично, в Житомирском краеведческом музее.